# بنیاد رهایی از دین

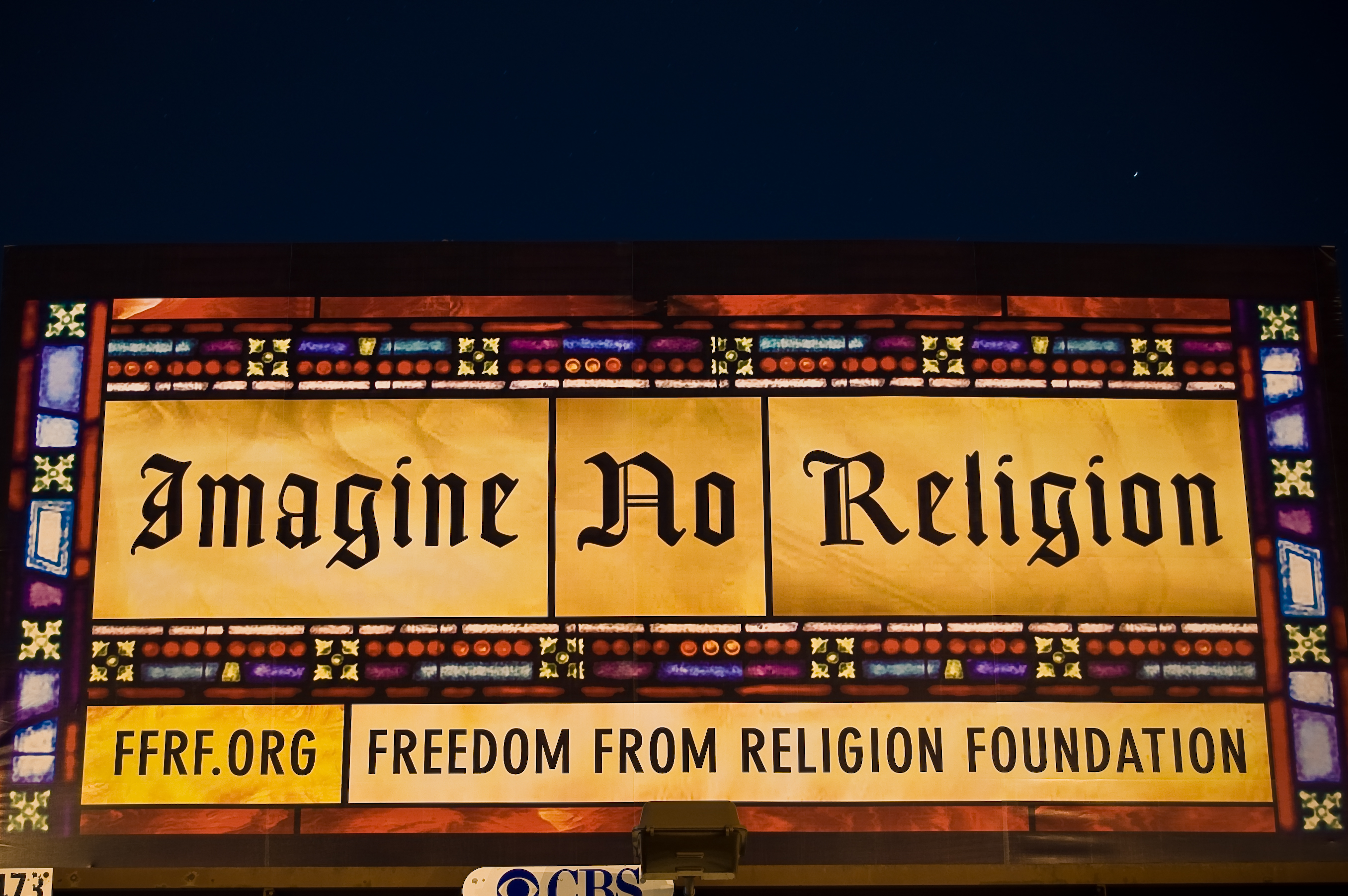
شعار بنیاد رهایی از دین بر روی تابلوی دیجیتالی.

بنیاد رهایی از دین (به انگلیسی: Freedom From Religion Foundation)، یک سازمان اندیشه آزاد آمریکایی مستقر در مدیسن، ویسکانسین است. هدف‌های سازمان، طبق آیین‌نامه، پشتیبانی از جدایی دین از سیاست و آموزش عمومی در رابطه با موضوع‌های ندانم‌گرایی و خداناباوری است.